# Liste der Mitglieder der Deutschen Akademie der Naturforscher Leopoldina/1793
Die Liste der Mitglieder der Deutschen Akademie der Naturforscher Leopoldina für 1793 enthält alle Personen, die im Jahr 1793 zum Mitglied ernannt wurden. Insgesamt gab es 14 neu gewählte Mitglieder.

## Mitglieder
| Nr. | Name                               | Beiname              | Geboren       | Aufnahme | Gestorben     | Sektion                                      | Bild                        | Datenbank                              |
| --- | ---------------------------------- | -------------------- | ------------- | -------- | ------------- | -------------------------------------------- | --------------------------- | -------------------------------------- |
| 960 | Georg Albrecht Weinrich            | Iolaus               | 1755          | 10. Jan. | 22. Okt. 1814 | Medizin                                      |                             | Georg Albert Weinrich                  |
| 961 | Johann Hieronymus Schroeter        | Hipparchus III.      | 30. Aug. 1745 | 17. Jan. | 29. Aug. 1816 | Astronomie                                   | Johann Hieronymus Schroeter | Johann Hieronymus Schroeter            |
| 962 | Sigmund Zois von Edelstein         | Cajus Balbillus II.  | 23. Nov. 1747 | 17. Jan. | 10. Nov. 1819 | Mineralogie, Kristallographie und Petrologie | Sigmund Zois von Edelstein  | Karl Siegmund Frhr. Zoys von Edelstein |
| 963 | Carl August Wilhelm Berends        | Polydorus I.         | 19. Apr. 1759 | 6. Feb.  | 1. Dez. 1826  | Medizin                                      | Carl August Wilhelm Berends | Karl August Wilhelm Berends            |
| 964 | Georg Friedrich Hildebrandt        | Heraclianus V.       | 5. Juni 1764  | 25. Feb. | 23. März 1816 | Anatomie                                     | Georg Friedrich Hildebrandt | Georg Friedrich Hildebrandt            |
| 965 | Johann Christian Reil              | Diocles Carystius V. | 20. Feb. 1759 | 2. Mrz.  | 22. Nov. 1813 | Anatomie                                     | Johann Christian Reil       | Johann Christian Reil                  |
| 966 | Johann Andreas Wilhelm Büchner     | Bacchius II.         | 1730          | 2. Mrz.  | 1815          | Medizin                                      |                             | Johann Andreas Wilhelm Büchner         |
| 967 | Heinrich Friedrich Isenflamm       | Callisthenes II.     | 20. Juni 1771 | 14. Apr. | 23. Mai 1828  | Anatomie                                     |                             | Heinrich Friedrich von Isenflamm       |
| 968 | Samuel Hahnemann                   |                      | 20. Juni 1771 | 15. Apr. | 23. Mai 1828  | Medizin                                      | Samuel Hahnemann            | Samuel Hahnemann                       |
| 969 | Karl Haidinger                     | Apollodorus IV.      | 10. Juli 1756 | 16. Apr. | 16. März 1797 | Geologie                                     | Karl Haidinger              | Karl Haidinger                         |
| 970 | Alexander von Humboldt             | Timaeus Locrensis    | 14. Sep. 1769 | 20. Jun. | 6. Mai 1859   | Geographie                                   | Alexander von Humboldt      | Alexander von Humboldt                 |
| 971 | Johann Friedrich Westrumb          | Osthanes II.         | 2. Dez. 1751  | 21. Jun. | 31. Dez. 1819 | Pharmazie                                    | Johann Friedrich Westrumb   | Johann Friedrich Westrumb              |
| 972 | Wilhelm Herschel                   | Cleostratus          | 15. Nov. 1738 | 14. Okt. | 25. Aug. 1822 | Astronomie                                   | Wilhelm Herschel            | Sir William Herschel                   |
| 973 | Lebrecht Friedrich Benjamin Lentin | Latrodorus           | 11. Apr. 1736 | 20. Nov. | 26. Dez. 1804 | Medizin                                      |                             | Lebrecht Friedrich Lentin              |

## Hinweis zu den Lebensdaten
In der Liste sind zunächst die Lebensdaten gemäß Archiv der Leopoldina aufgenommen. Diese beziehen sich bei noch nicht erstellten Namensartikeln auf die Angaben gem. Neigebaur (1860), Ule (1889) und dem Abgleich mit Wikidata. Die Lebensdaten im später erstellten Namensartikel können daher noch von den Lebensdaten in der Liste abweichen.